# Mike Jensen
Mike Lindemann Jensen, né le 19 février 1988 à Herlev au Danemark est un footballeur danois. Il évolue comme milieu de terrain.

## Sélection nationale
Mike Jensen obtient sa première sélection le 11 novembre 2010 en étant titulaire contre l'Allemagne lors d'un match amical qui se termine sur un résultat nul (2-2).

## Palmarès
Brøndby IF
- Vainqueur de la Coupe du Danemark (1) : 2008.
- Vainqueur de la Royal League (1) : 2007.

 Rosenborg BK
- Championnat de Norvège (4) : 2015, 2016, 2017, 2018.
- Coupe de Norvège (3) : 2015, 2016, 2018.
- Supercoupe de Norvège (1) : 2017.